# Orthosia nigropunctata
Orthosia nigropunctata là một loài bướm đêm trong họ Noctuidae.